# Réserve de tigres de Dampa
La réserve de tigres de Dampa (Dampa Tiger Reserve) est une réserve de tigres et un sanctuaire fauniquesituée dans l'État de Mizoram en Inde. La réserve est constituée essentiellement de forêts et de prairies d'altitude. Cette réserve accueille des tigres.